# João de Ceita Nazaré
João de Ceita Nazaré (ur. 22 sierpnia 1973 w Trindade) – duchowny rzymskokatolicki, biskup diecezji Wysp Świętego Tomasza i Książęcej od 2024.

## Życiorys
Święcenia kapłańskie przyjął 4 sierpnia 2006 i został inkardynowany do diecezji Wysp Świętego Tomasza i Książęcej. Był m.in. dyrektorem diecezjalnej Caritas i katolickiej rozgłośni radiowej, wikariuszem generalnym diecezji oraz proboszczem parafii katedralnej.
9 stycznia 2024 papież Franciszek mianował go biskupem diecezji Wysp Świętego Tomasza i Książęcej. Sakry udzielił mu 17 marca 2024 arcybiskup Giovanni Gaspari.